# Eat 'Em and Smile
| Críticas profissionais        | Críticas profissionais |
| Avaliações da crítica         | Avaliações da crítica  |
| Fonte                         | Avaliação              |
| ----------------------------- | ---------------------- |
| Allmusic                      | [ 1 ]                  |
| Robert Christgau              | B+                     |
| Rolling Stone                 | (favorável)            |
| The Rolling Stone Album Guide | [ 5 ]                  |
| Kerrang!                      | [ 6 ]                  |

Eat 'Em and Smile é o álbum de estréia do supergrupo The David Lee Roth Band, que foi a banda montada pelo vocalista David Lee Roth, após sua saída do Van Halen.
Em 2015, a Revista Rolling Stone colocou este álbum na posição 25 do ranking "50 Greatest Hair Metal Albums of All Time"
O mesmo álbum foi lançado em espanhol, com o título de Sonrisa Salvaje. A sonoridade é 99% idêntica, com exceção dos vocais, que neste álbum estão em espanhol.

## Faixas
O disco abre com a contagiante "Yankee Rose", composição de Roth e Vai, em homenagem à Estátua da Liberdade, que na época completava 100 anos de sua inauguração. Além dela, o álbum traz alguns covers : "Tobacco Road", que foi 'hit' nos anos 1960, "I'm Easy" e "That’s Life".
| N.º            | Título                     | Compositor(es)            | Faixas de Sonrisa Salvaje     | Duração |  |
| 1.             | "Yankee Rose"              | David Lee Roth, Steve Vai | "Yankee Rose"                 | 3:55    |  |
| 2.             | "Shyboy"                   | Billy Sheehan             | "Tímido"                      | 3:24    |  |
| 3.             | "I'm Easy"                 | Billy Field, Tom Price    | "Soy Fácil"                   | 2:11    |  |
| 4.             | "Ladies' Nite In Buffalo?" | Roth, Vai                 | "Noche de Ronda en la Ciudad" | 4:08    |  |
| 5.             | "Goin' Crazy!"             | Roth, Vai                 | "¡Loco del calor!"            | 3:10    |  |
| 6.             | "Tobacco Road"             | John D. Loudermilk        | "La Calle del Tobaco"         | 2:29    |  |
| 7.             | "Elephant Gun"             | Roth, Vai                 | "Arma de Caza Mayor"          | 2:26    |  |
| 8.             | "Big Trouble"              | Roth, Vai                 | "En busca de pleito"          | 3:59    |  |
| 9.             | "Bump And Grind"           | Roth, Vai                 | "Cuánto Frenesí"              | 2:32    |  |
| 10.            | "That's Life"              | Dean Kay, Kelly Gordon    | "Así es la Vida"              | 2:45    |  |
| Duração total: | Duração total:             | Duração total:            | Duração total:                | 30:39   |  |

## Créditos

### Banda
- David Lee Roth – vocais
- Steve Vai – guitarras, arranjo de metais na faixa 3
- Billy Sheehan – baixo, backing vocals
- Gregg Bissonette – bateria, backing vocals

#### Músicos Convidados
- Jeff Bova – teclados na faixa 1
- Jesse Harms – teclados na faixa 5
- Sammy Figueroa – percussão na faixa 5
- The Waters Family - backing vocals na faixa 10
- The Sidney Sharp Strings – cordas na faixa 10
- Jimmie Haskell – arranjo de metais e cordas na faixa 10

## Desempenho nas Paradas Musicais
Álbum
| Ano  | Parada Musical     | Posição |
| ---- | ------------------ | ------- |
| 1986 | The Billboard 200  | 4       |
| 1986 | UK Albums Chart    | 28      |
| 1986 | Sverigetopplistan  | 12      |
| 1986 | VG-lista           | 17      |
| 1986 | Swiss Music Charts | 29      |
| 1986 | Rianz              | 50      |

Singles
| Ano  | Single         | Parada Musical                   | Posição |
| ---- | -------------- | -------------------------------- | ------- |
| 1986 | "Goin' Crazy"  | Billboard Mainstream Rock Tracks | 12      |
| 1986 | "Goin' Crazy"  | The Billboard Hot 100            | 66      |
| 1986 | "That's Life"  | The Billboard Hot 100            | 85      |
| 1986 | "Tobacco Road" | BillboardMainstream Rock Tracks  | 10      |
| 1986 | "Yankee Rose"  | Billboard Mainstream Rock Tracks | 10      |
| 1986 | "Yankee Rose"  | The Billboard Hot 100            | 16      |

### Certificações de vendas
| País   | Vendagem    | Certificação |
| ------ | ----------- | ------------ |
| [ 18 ] | 1 000 000 + | platina      |
| [ 19 ] | 100 000 +   | ouro         |